# 罗伯特·科什纳
罗伯特·P·科什纳（英語：Robert P. Kirshner，1949年8月15日—），美国天体物理学家，哈佛 - 史密森天体物理学中心Clowes科学教授。他曾在天文学领域做过许多工作，包括超新星物理学、超新星遗迹、宇宙大尺度结构，以及用超新星来测量宇宙膨胀。
1981年，与小Augustus Oemler、保罗·谢克特和斯蒂芬·谢克特一起，科什纳在星系红移观测中发现了牧夫座空洞。
科什纳是高红移超新星搜寻队成员，该队通过对河外星系超新星的观察发现了宇宙的加速膨胀。